# Colonia José López Portillo
Colonia José López Portillo är en ort i Mexiko.   Den ligger i kommunen Xaloztoc och delstaten Tlaxcala, i den sydöstra delen av landet, 110 km öster om huvudstaden Mexico City. Colonia José López Portillo ligger 2 488 meter över havet och antalet invånare är 837.
Terrängen runt Colonia José López Portillo är huvudsakligen platt, men åt nordväst är den kuperad. Runt Colonia José López Portillo är det mycket tätbefolkat, med 1 018 invånare per kvadratkilometer. Närmaste större samhälle är Tlaxcala de Xicohtencatl, 19,6 km sydväst om Colonia José López Portillo. Trakten runt Colonia José López Portillo består till största delen av jordbruksmark.